# Zofia Nałkowska
Zofia Nałkowska ([zɔfˈia nawˈkɔvska], Warsaw, Vương quốc Lập hiến Ba Lan, sinh ngày 10 tháng 11 năm 1884 - mất ngày 17 tháng 12 năm 1954, Warsaw) là một nhà văn, nhà viết kịch và nhà tiểu luận người Ba Lan. Bà là thành viên trong ban điều hành của Viện Hàn lâm Văn học Ba Lan danh tiếng trong các năm 1933–1939.

## Tiểu sử
Zofia Nałkowska sinh ra trong một gia đình trí thức cống hiến cuộc đời đấu tranh cho công bằng xã hội. Bà theo học tại Đại học Flying hoạt động bí mật dưới sự phân vùng của Nga. Ở Đệ Nhị Cộng hòa Ba Lan, Zofia Nałkowska là một trong những nhà văn nữ quyền nổi tiếng nhất của đất nước ở mảng tiểu thuyết, tiểu thuyết ngắn và kịch sân khấu. Nét đặc trưng trong các tác phẩm của bà là chủ nghĩa hiện thực xã hội và chiều sâu tâm lý.

## Tác phẩm văn học
Thành công văn học đầu tiên của Zofia Nałkowska là tiểu thuyết Romans Teresy Hennert (The Romance of Teresa Hennert, 1923). Sau đó, bà cho ra đời hàng loạt tiểu thuyết được yêu thích. Các tác phẩm nổi tiếng nhất của bà là Granica (Boundary, 1935), Węzły życia (Bonds of Life, 1948) và Medaliony (Medallions, 1947). Trong các bài viết của mình, Zofia Nałkowska mạnh dạn đề cập đến các chủ đề khó và gây tranh cãi.

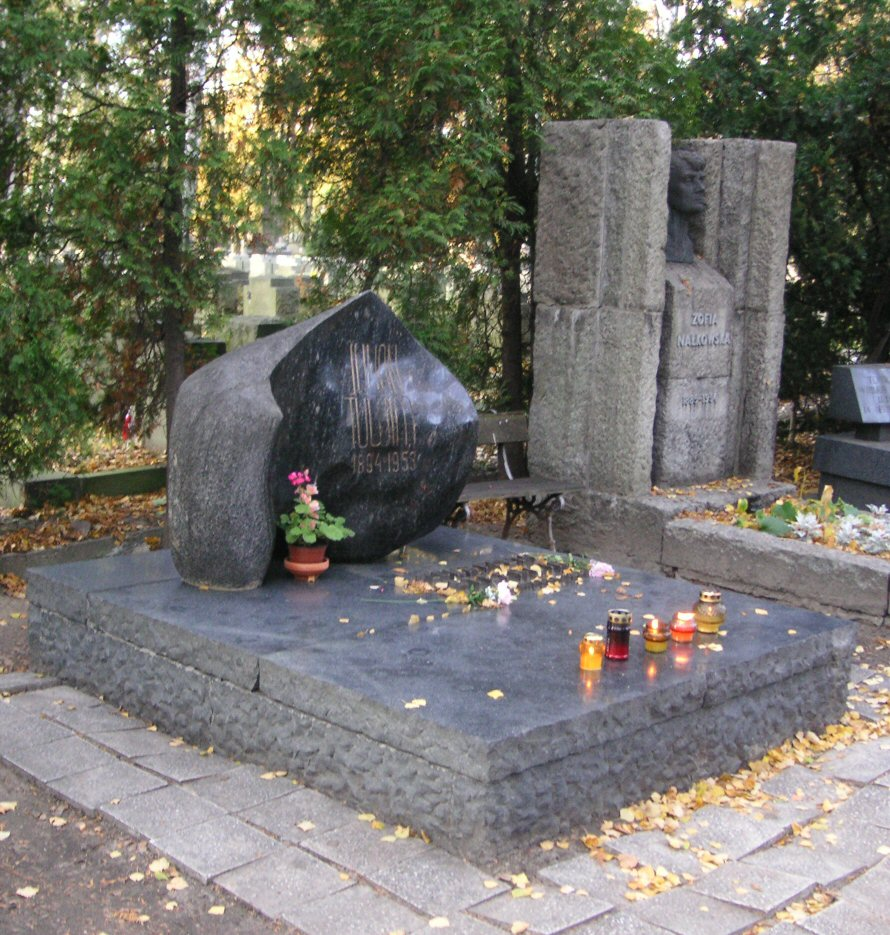
Mộ của Julian Tuwim (trái) và Zofia Nałkowska (phải) được trang trí bằng tượng bán thân bằng đồng sẫm màu tại Nghĩa trang Powązki, Warsaw

## Tưởng nhớ
Ngày 10 tháng 11 năm 2014, Google đã kỷ niệm sinh nhật lần thứ 130 của Zofia Nałkowska bằng một Google Doodle.

## Tác phẩm

### Tiểu thuyết
- Kobiety (Women, 1906), được dịch bởi Michael Henry Dziewicki, 1920
- Książę (The Prince, 1907)
- Rówieśnice (Contemporaries, 1909)
- Narcyza (1911)
- Noc podniebna (Heavenly night, tiểu thuyết ngắn, 1911)
- Węże i róże (Snakes and roses, 1914)
- Hrabia Emil (Count Emil, 1920)
- Na torfowiskach (At the bogs, 1922)
- Romans Teresy Hennert (The Romance of Teresa Hennert, 1923), được dịch bởi Megan Thomas và Ewa Malachowska-Pasek, 2014
- Dom nad łąkami (House upon the meadows, tiểu sử, 1925)
- Choucas (1927), được dịch bởi Ursula Phillips, 2014 (người chiến thắng giải thưởng Found in Translation 2015)
- Niedobra miłość (Bad love, 1928)
- Granica (Boundary, 1935), được dịch bởi Ursula Phillips, 2016
- Niecierpliwi (Anxious,1938)
- Węzły życia (Living ties, 1948)
- Mój ojciec (My father, 1953)

### Truyện ngắn
- Medaliony (Medallions, 1946), tuyển tập 8 truyện ngắn về tội ác của Đức Quốc Xã đối với Ba Lan, được dịch bởi Diana Kuprel, 2000

### Kịch sân khấu
- Dom kobiet (1930)
- Dzień jego powrotu (1931) (The Day of his Return, được dịch bởi Marja Slomczanka, biểu diễn năm 1931)
- Renata Słuczańska  (1935)